# بيلي موراي
بيلي موراي (بالإنجليزية: William Murray)‏ (26 يناير 1922 في المملكة المتحدة - 1 يناير 1992) هو لاعب كرة قدم بريطاني (وحمل سابقاً جنسية المملكة المتحدة لبريطانيا العظمى وأيرلندا) في مركز نصف الجناح. لعب مع ماكليسفيلد تاون ومانشستر سيتي ونادي اربوراث.

## وصلات خارجية
- بيلي موراي على موقع قاعدة بيانات كرة القدم.إي يو (الإنجليزية)
- بيلي موراي على موقع قاعدة بيانات كرة القدم.إي يو (الإنجليزية)